# Пукалани
Пукалани (гав. Pukalani) — статистически обособленная местность в глубине острова Мауи округа Мауи (штат Гавайи, США). Расположена в гористом районе, невдалеке от вулканов Макавао и Кула. Является одним из четырёх крупнейших населенных пунктов на Мауи, другие три из которых, Кахулуи, Лахаина и Кахеи находятся на уровне моря.
В 1995 году здесь открылась средняя школа.

## Этимология
Слово «pukalani» означает «отверстие в небесах», поскольку облака концентрируются в основном вокруг вулкана Халеакала, оставляя небо над поселением ясным и безоблачным большую часть времени.

## География
Согласно Бюро переписи населения США статистически обособленная местность Пукалани имеет общую площадь 11,1 квадратных километров, относящуюся к суше.

## Демография
По данным переписи населения за 2000 год в Пукалани проживало 7379 человек, насчитывалось 2439 домашних хозяйств, 1904 семьи и 2522 жилых дома.
Расовый состав Пукалани по данным переписи распределился следующим образом: 33,97 % белых, 0,41 % — чёрных или афроамериканцев, 0,23 % — коренных американцев, 28,04 % — азиатов, 7,38 % — коренных жителей тихоокеанских островов, 28,97 % — представителей смешанных рас, 1 % — других народностей. Испаноговорящие составили 9,23 % населения.
Из 2439 домашних хозяйств в 40,6 % — воспитывали детей в возрасте до 18 лет, 59,4 % представляли собой совместно проживающие супружеские пары, в 12,8 % семей женщины проживали без мужей, 21,9 % не имели семьи. 14,5 % от общего числа семей на момент переписи жили самостоятельно, при этом 3,9 % составили одинокие пожилые люди в возрасте 65 лет и старше. В среднем домашнее хозяйство ведут 3,03 человек, а средний размер семьи — 3,31 человек.
Население Пукалани по возрастному диапазону (данные переписи 2000 года) распределилось следующим образом: 28 % — жители младше 18 лет, 6,9 % — между 18 и 24 годами, 29,7 % — от 25 до 44 лет, 25,5 % — от 45 до 64 лет и 9,9 % — в возрасте 65 лет и старше. Средний возраст жителей составил 37 лет. На каждые 100 женщин приходилось 98,1 мужчин, при этом на каждые сто женщин 18 лет и старше приходилось 96 мужчин также старше 18 лет.

## Экономика
Средний доход на одно домашнее хозяйство Пукалани составил 62 778 долларов США, а средний доход на одну семью — 65 087 долларов. При этом мужчины имели средний доход в 39 128 долларов в год против 29 107 долларов среднегодового дохода у женщин. Доход на душу населения составил 23 662 доллара в год. 4,7 % от всего числа семей в местности и 6,4 % от всей численности населения находилось на момент переписи за чертой бедности, при этом 8,4 % из них были моложе 18 лет и 6 % — в возрасте 65 лет и старше.